# Emma Morano
Emma Martina Luigia Morano (29 tháng 11 năm 1899 – 15 tháng 4 năm 2017) là một người phụ nữ Ý thọ 117 tuổi và 137 ngày, từng giữ danh hiệu người cao tuổi nhất thế giới và là người còn sống sót cuối cùng được ghi nhận từ khi sinh vào những năm 1800.
Bà cũng là người Ý cao tuổi nhất lịch sử; người châu Âu lớn tuổi thứ hai, đứng sau người phụ nữ quốc tịch Pháp Jeanne Calment; và nằm trong 5 người lớn tuổi nhất được công nhận trên thế giới.

## Thời thơ ấu

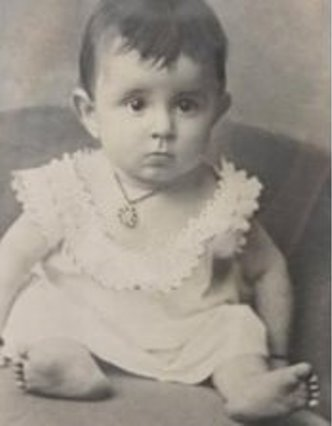
Morano năm 1900

Emma Martina Luigia Morano sinh ngày 29 tháng 11 năm 1899 tại Civiasco, Vercelli, Piedmont, Ý. Bà là con cả trong số tám người con (5 người con gái và 3 người con trai) của gia đình Giovanni Morano và Matilde Bresciani. Gia đình của bà có tuổi thọ cao: mẹ bà, cùng một người dì và một vài anh chị em đều chạm mốc 90 tuổi; một trong số những người chị của bà, Angela Morano (1908 –2011), qua đời khi đã 103 tuổi.
Lúc còn nhỏ, bà chuyển từ Sesia Valley tới Ossola vì công việc của cha, nhưng khí hậu tại đó độc hại tới mức một nhà vật lý học đã khuyên họ nên chuyển tới vùng đất dễ chịu hơn để sống. Bà định cư tại Pallanza, cạnh Hồ Maggiore cùng gia đình cho đến hết đời. Tháng 10 năm 1926, bà kết hôn với Giovanni Martinuzzi (1901 – 1978). Bà hạ sinh đứa con duy nhất năm 1937 nhưng đứa bé qua đời khi mới 6 tháng tuổi. Cuộc hôn nhân của họ không hạnh phúc; năm 1938, Morano ly thân với chồng và đưa ông ra khỏi nhà; dù vậy, họ vẫn còn kết hôn cho tới lúc ông mất vào 1978.

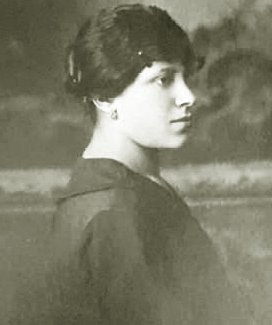
Emma Morano vào những năm 1920

## Sau này
Đến 1954, Morano làm việc cho Maioni Industry, một xưởng dệt đay trong khu phố. Bà sau đó làm việc tại quán ăn của trường Collegio Santa Maria tại Pallanza, cho đến lúc về hưu năm 75 tuổi.
Morano vẫn sống một mình cho đến sinh nhật lần thứ 115. Khi được hỏi về bí quyết sống lâu, bà chia sẻ mình chưa bao giờ dùng chất gây nghiện, thường ăn 3 quả trứng mỗi ngày, đôi lúc uống một cốc rượu brandy tự làm và ăn chocolate, nhưng hơn hết là phải lạc quan về tương lai. Bà nghĩ rằng sự trường thọ của mình là do thói quen ăn kiêng với trứng tươi và sống độc thân.
Năm 2011, Morano nằm trong quá trình nghiên cứu toàn cầu về bí quyết sống lâu của George Church tại Đại học Y Harvard. Tháng 12 cùng năm, bà được Tổng thống Ý Giorgio Napolitano trao Huân chương của Cộng hòa Ý.
Morano trở thành người sống thọ nhất tại Ý và châu Âu sau khi Maria Redaelli qua đời vào ngày 2 tháng 4 năm 2013. Trong sinh nhật lần thứ 114, bà góp mặt trong một buổi phỏng vấn trên truyền hình. Trong sinh nhật lần thứ 116, Morano nhận được lời chúc mừng của Giáo hoàng Phanxicô.
Bà vượt qua Venere Pizzinato vào tháng 8 năm 2014 và Dina Manfredini hồi tháng 8 năm 2015 để trở thành người Ý cao tuổi nhất. Ngày 13 tháng 5 năm 2016, sau khi người phụ nữ quốc tịch Hoa Kỳ Susannah Mushatt Jones qua đời, Morano trở thành người cao tuổi nhất thế giới, cũng là người còn sống sót cuối cùng từ những năm 1800. Ngày 29 tháng 7 năm 2016, bà được Sách kỷ lục Guinness trao giấy chứng nhận người cao tuổi nhất còn sống. Hoạt động ăn mừng lễ sinh nhật lần thứ 117 của bà, vào ngày 29 tháng 11 năm 2016, được truyền tiếp tại Ý.

### Qua đời
Morano mất tại tư gia ở Verbania, Ý vào ngày 15 tháng 4 năm 2017, khi đã 117 tuổi. Tới lúc này, bà là người sống thọ nhất và nằm trong số 5 người cao tuổi nhất từng được ghi nhận trong lịch sử. Bà được công nhận là người sống sót cuối cùng từ những năm 1800, với số tuổi xác nhận độc lập. Khi người phụ nữ được xem đã sống qua ba thế kỷ này qua đời trong trung tuần tháng 4 năm 2017, thế giới đã không còn người của thế kỷ 19 còn sống nữa. Nhóm Nghiên cứu Tuổi già (GRG) có trụ sở ở Mỹ cho biết người cao tuổi nhất hiện nay trên thế giới sau Emma là một phụ nữ người Jamaica tên Violet Brown sinh ngày 10-3-1900, tức hiện đã hơn 117 tuổi (chính xác là 117 tuổi 1 tháng 6 ngày).